# Озеров Георгій Олександрович
Георгій Олександрович Озеров (рос. Георгий Александрович Озеров; 1889 — 1977, Москва) — радянський авіаконструктор. Доктор технічних наук, професор. Заслужений діяч науки і техніки СРСР. Нагороджений двома орденами Леніна, трьома орденами Трудового Червоного Прапора, орденом Червоної Зірки, багатьма медалями, лауреат Державної премії.

## Життєпис
1921 року закінчив МВТУ. З 1921 працював у  Центральному аерогідродинамічному інституті (ЦАГІ) старшим інженером, членом колегії, директором, заступником директора наукової частини. На посаді керівника відділу міцності ЦАГІ провів низку фундаментальних досліджень в галузі міцності авіаційних конструкцій, зробив значний внесок у створення експериментальної бази ЦАГІ. Брав участь у підготовці перельотів літака АНТ-25.
1938 року заарештований як «ворог народу». Після арешту з 1939 року працював у ЦКБ-29 НКВС до літа 1941. Працював над літаками «100» (прототип Пе-2), «102» (ДВБ-102) і «103» (прототип Ту-2). Вийшовши на волю, продовжив роботу в ДКБ Туполєва провідним інженером з міцності літака Ту-2 і його модифікацій. Під керівництвом Озерова проводили випробування на міцність літака Ту-4. Як провідний конструктор проводив технічний контроль науково-дослідних робіт зі створення першого в СРСР літака-лабораторії, обладнаної ядерною силовою установкою. Багато зробив для розвитку та становлення науково-технічної бази і створення обчислювального центру ДКБ. Реабілітований.